# Castillo de Rocafort
El castillo de Rocafort fue una fortificación en el pueblo de Rocafort, en el Bages (Cataluña, España), del que es su origen. En estado ruinoso, sus restos están situadas en una pequeña colina, a mano izquierda de la carretera, poco antes de llegar al pueblo subiendo del Pont de Vilumara.
Según el Decreto de 22 de abril de 1949, sobre protección de los castillos españoles,
y la Ley 16/1985, de 25 de junio, del Patrimonio Histórico Español,
es Bien de Interés Cultural con categoría de Monumento.

## Historia
Rocafort es mencionado por primera vez el 909 en una escritura de venta, otorgada por los condes Sunyer y Riquilda, de un alodio situado en el valle de Néspola (de Nísperos) en el lugar llamado Palacio de Vesa, del condado de Manresa. Este sería su nombre primitivo.
La primera referencia con el nombre actual sería en otro documento, del 1023, donde ya es llamado «Rokaforte» (castillo fuerte). En el documento se especifica que [...] el castillo de Néspolo que dicen Rocafort [...]. Si bien la parroquia se denominó de Palacio de Vesa hasta principios del siglo XII.
Pero el topónimo Rocafort prevalecerá como definitivo en la denominación del castillo, la parroquia, el linaje y la señoría feudal del término. La familia Rocafort lo mantendrá hasta que el año 1281, Humberto de Rocafort lo vende a Pedro Sitjar, ciudadano de Barcelona, en todo su dominio. Fue un nieto de este, también llamado Pedro Sitjar, el último señor laico de Rocafort, cuyos restos reposan en el sarcófago que se conserva en la iglesia de Rocafort.
En 1377, su viuda, Guillerma Nerell, deja todo el señorío de Rocafort en el monasterio de Sant Benet, con el que la casa de Rocafort mantenía relaciones desde siglos antes. El monasterio tendrá la jurisdicción señorial del término de Rocafort hasta la desaparición de los derechos señoriales y de las órdenes religiosas en 1835.
El castillo de Rocafort, abandonado por los monjes, fue destruido durante la guerra de los catalanes contra Juan II, la guerra civil catalana.